# Tamdan McCrory
Tamdan Wade McCrory, född 5 november 1986, är en amerikansk MMA-utövare som har tävlat i organisationerna Ultimate Fighting Championship och Bellator MMA.